# Département de l'aviation civile (Hong Kong)
Le département de l'aviation civile (民航處, Civil Aviation Department, CAD) est une agence du gouvernement de Hong Kong. Le CAD a son siège dans l'aéroport international de Hong Kong. Le CAD a eu son siège sur le 46e étage dans les Queensway Government Offices (en) (金鐘道政府合署, ZH-YUE).
Le Accident Investigation Division du CAD était l'organisme hongkongais permanent chargé des enquêtes sur les accidents aériens à Hong Kong.